# Шимун XIX Беньямин
Мар-Шимун XIX Беньямин (сир. ܡܪܝ ܒܢܝܡܝܢ ܫܡܥܘܢ ܥܣܪܝܢ ܘܩܕܡܝܐ; по иной нумерации — XXI; 1887 или 1885, Хаккяри — 3 марта 1918, Сельмас, Западный Азербайджан) — католикос-патриарх Ассирийской церкви Востока. Духовный, гражданский и военный лидер Несторианского миллета.

## Биография
Беньямин Мар-Шимун родился в селении Кочанис, в высокогорном санджаке Хаккяри на востоке Османской империи, где в то время располагалась резиденция главы Ассирийской церкви. Он был сыном Эшая Мар-Шимуна и Асьят Камбар. Эшай Мар-Шимун был двоюродным братом патриарха-католикоса Рувеля XVIII Мар-Шимуна. Эффективно сопротивляясь иноземному гнёту, ассирийцы-несториане сумели создать у себя теократическое правление, в чём-то подобное черногорскому княжеству. Юридически это было оформлено как этно-конфессиональная община (миллет) во главе с патриархом-католикосом. В отличие от Черногории, теократия Хаккяри — где высшая церковная и светская власть долгое время тоже переходила от дяди к племяннику — так и не получила международного признания. Однако, на протяжении столетий, патриарх-католикос пребывал не только духовным, но также и гражданским, и военным лидером своей паствы.

### Унаследование сана патриарха-католикоса
У Эшая и Асьят были и другие дети: сыновья Эшай-младший, Полус, Давид и Хормизд, дочери Зая и Сурма. В 1895 году скончался Эшай Мар-Шимун — отец Беньямина 1 марта 1903 года Беньямин Мар-Шимун был рукоположён в митрополиты. 16 марта того же года умер патриарх-католикос Рувель XVIII Мар-Шимун, и Беньямин, как ближайший родственник, по существовавшему тогда обычаю, унаследовал сан патриарха. Возглавлял церковь и народ в течение пятнадцати лет. На патриарха легло огромное бремя забот. В чисто-церковных вопросах Мар-Шимун опирался на авторитетного в ассирийском народе старого и многоопытного митрополита Мар-Хнанышу.

### Перед войной
В период очередного обострения русско-турецких отношений летом 1906 года штаб Кавказского военного округа командировал российского вице-консула в городе Ван гугенота Ришара Термена в санджак Хаккяри. В июле 1906 надворный советник Термен получил аудиенцию у патриарха Беньямина Мар-Шимуна. 20-летний патриарх произвёл на вице-консула весьма благоприятное впечатление, и Термен спросил его напрямую, чью сторону возьмут несториане в случае ожидаемого конфликта России с Турцией. Мар-Шимун ответил: 
Если Россия займёт Ван, мы сможем выставить 40-тысячную армию и завоюем для России территорию от Битлиса до Мосула. 20 тысяч солдат я смогу послать туда, где это нужней всего будет России, остальные же 20 тысяч останутся здесь для самообороны ассирийцев.

Комментируя в официальном отчёте слова патриарха, Термен высказал глубокое личное убеждение, что реальный успех Ассирийского дела возможен лишь 
в том случае, если они будут бороться за свою полунезависимось, которую им нужно дать наподобие Хивы и Бухары.
 В тогдашнем геополитическом контексте, данное решение могло бы дать Российской империи серьёзный перевес над империей Османской.
В 1907 г. Беньямин Мар-Шимун рукоположил Тимофея Мар-Абималека в епископы Малабарские (в Индии). В 1910 г. Беньямин Мар-Шимун установил дипломатические отношения с Синодом Русской Православной Церкви.

### Деятельность в период Первой мировой войны
В период Первой мировой войны патриарх Беньямин Мар-Шимун выказал себя одним из самых надёжных союзников Российской империи. Уже 3 августа 1914 года Мар-Шимуна вызвал к себе ванский вали Тахсим-паша. В состоявшейся беседе паша выразил надежду, что ассирийский народ сохранит нейтралитет в разгоравшемся конфликте. Однако, патриарх незамедлительно начал формировать отряды самообороны. Впоследствии, чтобы надавить на патриарха, младотурецкие власти арестовали его родного брата Хормизда, который обучался в Константинополе. При этом поставили ультиматум: юношу повесят, если ассирийцы немедленно не сдадут оружие. Мар-Шимун ответил, что после всех ужасов, творимых турками над ассирийцами, разоружение невозможно, и добавил: 
Поскольку брат мой один, а народа моего много, я вынужден предпочесть потерять брата, но сохранить свой народ!
 От имени своего непризнанного теократического государства Беньямин Мар-Шимун объявил войну Османской империи. Хормизд был казнён, а турецкие войска и курдские отряды начали массированное наступление на ассирийский анклав в горах Хаккяри. Ассирийцы сражались с многократно превосходящими силами до последнего патрона. Рискуя жизнью, Мар-Шимун дважды тайно пробирался в соседний Иран, надеясь добиться помощи от вступившего туда в 1915 году Русского Экспедиционного корпуса. Не получив необходимого количества оружия, ассирийцы вынуждены были осенью 1915 г. пробиваться в Северо-Западный Иран, где стояли русские гарнизоны и проживали местные ассирийцы.

Уводя свой народ из Кочаниса, патриарх не предвидел и реально не мог предвидеть грядущую революцию в России, однако, когда предводимый им отряд поднялся на гребень горы, — Мар-Шимун, в предчувствии новых скитаний и мытарств, воскликнул: «Смогу ли я когда-нибудь вновь испить моей кочанисской воды?!» Услышав это, несколько бойцов бросились назад — и под курдским огнём набрали для патриарха и доставили ему воду из кочанисского родника. Вообще же, как пишет историк К. П. Бар-Маттай, 
Героический переход всем народом в Иран, совершившийся осенью 1915 г. в условиях постоянного нападения неприятеля, стоил ассирийцам огромных жертв.
 Свой штаб Мар-Шимун разместил в иранском городе Урмия.

Приехав из Ирана в Тифлис, Мар-Шимун встретился с Наместником Кавказа, Великим князем Николаем Николаевичем. Государь Николай II тогда написал Великому князю: 
Прошу... передать Патриарху... Мар-Шимуну Беньямину, что Я глубоко тронут его молитвами, верю, что Господь поможет нам закончить дело освобождения турецких христиан от векового ига. Искренне благодарю Патриарха за его нравственную поддержку и готовность оказывать нам содействие.
 Патриарху было обещано, что в случае победы России ассирийцам будет гарантирована национального автономия в пределах Мосульского вилайета в Ираке. По сделанному в 1916 г. замечанию русского вице-консула в Урмии В. П. Никитина, ассирийский патриарх оставался символом национального единства даже для тех ассирийцев, кто сменил свою веру и уже не принадлежал к церковной пастве Мар-Шимуна. В распоряжение Беньямина Мар-Шимуна был направлен полковник Генерального штаба А. Н. Кондратьев. Он лично водил в бой ассирийских горцев.
В 1916 г. генерал Чернозубов произвёл военную демонстрацию в Хаккяри. В экспедиции участвовали отряды под командованием Давида Мар-Шимуна, брата патриарха, и ассирийских маликов (князей) Исмаила и Андреуса. Вскоре к власти в России пришли большевики — противники религии и тайные союзники младотурок. Положение армян и ассирийцев стало критическим.
В самом начале 1918 года Беньямин Мар-Шимун провозгласил себя «наместником императора России в автономном княжестве Ассирийском». На тот момент в России шла гражданская война. После революционных потрясений в России, Ассирийский батальон в Иране оказался в 1917-1918 г. единственной силой, вставшей на пути полного уничтожения анатолийских христиан. В течение примерно полугода ассирийцам удавалось оборонять Урмию от турецких войск и их приспешников из числа курдов и других жителей региона.

### Смерть
Короткий и многотрудный жизненный путь Патриарха завершился в иранском селе Корне-Шар. Беньямин был убит курдским шейхом Исмаилом-ага Симко во время переговоров, в марте 1918 года. Симко предложил ассирийцам мир и пригласил Патриарха в своё селение Корне-Шар, дабы договориться о совместной борьбе с турками. Армяне, проживавшие в Корне-Шаре, отговаривали Патриарха: «нельзя верить курдам». Но Мар-Шимун положился на совесть хозяина. К Симко он в сопровождении ассирийских и русских офицеров – в т. ч. полковника Кондратьева и поручика Зайцева. Очевидец Малик Яку-Исмаил оставил воспоминания о трагическом визите: 
В комнату вошёл слуга с чаем. Он раздал всем чай, кроме русских. Я спросил его: почему тем не разносят? Ответил мне один из тех курдов, что сидел в собрании: «Они пусть полынь пьют!» Я сразу понял, что эти собаки не на совет собрались. Вся беседа заняла чуть больше часа. Когда все вышли из дома во двор, Симко по-прежнему сопровождал Мар-Шимуна. Они попрощались, и Патриарх направился к коляске. Не успел он занести ногу на ступеньку, как внезапно грянули выстрелы с крыш домов.
 В спины отъезжавшим стреляли из пулемёта и винтовок. Мар-Шимун и поручик Зайцев были убиты. Тогда же погибли и 150 телохранителей патриарха. Выжить удалось лишь нескольким его охранникам. Вот имена некоторых из них:
- Лазарь Зервандов,
- Иосиф Зервандов,
- Кяду Левкоев,
- Зигя Левкоев.

Они же ночью, рискуя жизнями, отбили тело убитого Патриарха, чтобы курды не надругались над ним. Его тело было предано земле в ассирийском селе Хосровабад, во дворе армянской церкви Св. Георгия. Впоследствии, проживая в Петрограде, Лазар Зервандов рассказал историю убийства Беньямина Мар-Шимуна  Виктору Шкловскому, который также описал эти трагические события (в книге «Сентиментальное Путешествие», увидевшей свет в Берлине).
Преемником Беньямина на посту патриарха стал его брат Полус.

## Память
Жизненный подвиг Беньямина Мар-Шимуна часто сравнивают с подвигом другого выдающегося руководителя Церкви Востока – Мар Шимун бар Саабая (IV в.), который в Сасанидском Иране также принял мученическую смерть в период массовых гонений на христиан. Каждый год, в последнее воскресенье седмицы Дынха (Богоявление) Ассирийская Церковь Востока проводит поминальную службу по Беньямину Мар-Шимуну.
В 2014 году Патриарху Беньямину Мар-Шимуну был поставлен памятник в Москве возле Мат-Марьям на Дубровке, в приходе Ассирийской Церкви Востока.